# 秋野千尋
秋野 千尋（あきの ちひろ 1973年2月7日- ）は、日本のAV女優、スカトロジスト。ウエーブプロモーション所属。東京都出身。

## 経歴
初体験は18歳の時に1歳下の同僚と。AVデビュー前は歯科助手や事務職などをしていた。歯科助手は20年間のキャリアの持ち主。
温泉ブロガーをしていたが、2011年2月18日発売のフライデーの袋とじや、3月13日発売のFLASHでヘアヌードを公開。同年4月1日にイメージビデオが発売され、翌5月25日にはマドンナ専属女優としてAVデビュー。
2012年5月14日発売の週刊大衆では温泉旅館の美人女将として袋とじに登場した。
AVデビュー後に離婚。2012年7月よりSODクリエイト専属となる。
熟女系AV女優ではほとんどないDMMランキング1位も獲得したことがある。
2013年のスカパーアダルト放送大賞2013の熟女女優賞にノミネートされている。
2014年11月25日発売の「糞を出す！！」で自身初となるスカトロ作品にも出演し、以降も複数スカトロ作品をリリースしている。

## 出演作品

### イメージビデオ
- 不倫無理（2011年4月1日、未満）

### アダルトビデオ
2011年
- 人妻温泉ブロガー AVデビュー!!（5月25日、マドンナ）
- 義父に犯されて… 美嫁いぢり（6月25日、マドンナ）
- 人妻潜入捜査官 〜温泉旅館湯けむり殺人事件編〜（7月25日、マドンナ）
- 人妻野外露出（8月25日、マドンナ）
- 母と僕の思い出（9月25日、マドンナ）
- 堕ちた万引き妻 愛欲の淫猥凌辱（10月25日、マドンナ）
- 夫に売られた奴隷人妻（12月1日、MOODYZ）

2012年
- ドリームウーマン Vol.84（1月1日、MOODYZ）
- 美熟女レズビアン 〜嫉妬に濡れる姉妹の絆〜（2月7日、マドンナ）共演:愛田奈々
- 卑猥なコンパニオン（3月25日、マドンナ）
- 夫の目の前で辱められたパイパン妻 ～背徳に濡れた無毛の愛玩調教～（4月25日、マドンナ）
- 人妻の恥ずかしいお仕事 〜泌尿器科で働き始めた巨乳ナース嫁〜（5月25日、マドンナ）
- 嫁のアナル 〜夫の友人に寝取られた淫らな尻穴〜（6月25日、マドンナ）
- 秋野千尋39歳 独身 ごっくん旅行（7月19日、SODクリエイト）
- ナマ中出し!! マジックミラー号×秋野千尋(39歳) 秋野千尋のプライベートにＭＭ号でアポ無し訪問!!（8月23日、SODクリエイト）
- ザーメンをかけられたまま露出をさせられて濡れる 秋野千尋39歳（9月20日、SODクリエイト）
- 丸ごと! 秋野千尋SPECIAL8時間（9月25日、マドンナ）※総集編
- 秋野千尋39歳 温泉ファン感謝祭!!（10月18日、SODクリエイト）
- 丸ごと! 秋野千尋SPECIAL8時間 Vol.2（10月25日、マドンナ）※総集編
- 秋野千尋39歳 第2回ファン感謝祭!! 自宅出張SP（11月22日、SODクリエイト）
- 秋野千尋39歳 タオル1枚男湯入ってみませんか!? Special（12月20日、SODクリエイト）

2013年
- 中出し超高級ソープ嬢（1月24日、SODクリエイト）共演:桐嶋あおい
- 秋野千尋40歳 愛の真性包茎チ●ポ巡り（2月21日、SODクリエイト）
- 桐嶋あおいの超高級ソープ嬢（2月21日、SODクリエイト）主演:桐嶋あおい
- 秋野千尋40歳 SOD卒業（3月23日、SODクリエイト）
- 人妻 奴隷契約（5月3日、ワープエンタテインメント）
- 究極の中出し近親相姦企画 最愛の息子に伝えたい… 妊娠させるための性教育 4（5月9日、ディープス）共演:木村つな
- 夫との間に子供ができなくて…（6月13日、溜池ゴロー）
- 逆痴漢 －男を犯す誘惑痴女－（6月25日、美）
- ソープに堕ちた女教師（7月1日、ワンズファクトリー）
- 熱帯夜（7月13日、溜池ゴロー）
- 人妻恥悦旅行（7月18日、グローリークエスト）
- 「混浴につかる人妻がタオルで隠しているつもりでも透けている乳首をオカズに隠れせんずりしていたら見られ怒られるかと思ったらヤられた」 VOL.1（7月18日、DANDY）他出演:佐伯春菜、大槻ひびき、桜ちずる
- 故郷で輪姦された人妻（7月25日、マドンナ）
- 湯けむり近親相姦 母子入浴交尾（8月1日、ヴィーナス）
- 俺の許可なく、絶対イクなッ!!!!! 2 早漏オンナをナマ殺す焦らし地獄のイキガマン（8月9日、ワープエンタテインメント）他出演:仲丘たまき、春原未来、小早川怜子、平原みなみ、小泉真希、篠田彩音、三浦まい、成宮ルリ、板野有紀、葵こはる、椿かなり
- 義母奴隷（8月13日、溜池ゴロー）
- 淫欲露出 ビッグバンローター×人妻温泉 羞恥温泉旅行を楽しむエロいカップル（8月22日、サディスティックヴィレッジ）
- 秋野千尋の鬼コキ!! ド淫語で叱られ手篭めにされちゃった僕。（9月13日、ヴィーナス）
- 同窓会で先生に「童貞」と嘘をついたら心配して「セックスを教えてあげる」と優しく迫られて困った（9月19日、ナチュラルハイ）他出演:早川なお、綾瀬みなみ、音無かおり
- 寝盗られ巨乳妻 管理人に密かに覗かれ…（9月20日、スターパラダイス）
- セクハラマッサージ院（10月3日、グローリークエスト）他出演:さとう遥希、小泉真希、ゆうき美羽、望月マリア
- 歴代専属女優 豪華共演!! 美熟女教師だらけの童貞男子校（10月7日、マドンナ）共演:小森愛、牧原れい子、青山葵
- ゲリラ痴漢バス撮影会 品のある人妻が多い○○団地に出撃!他人チ○ポを入れられ感じる愛液びじょびじょマ○コを屈辱の超接写!（10月10日、ナチュラルハイ）他出演:本庄瞳、野間あんな、堀内秋美
- 完熟 〜美熟女に潜む可愛らしさは蜜の味（10月13日、E-BODY）
- 母なる愛 2（10月15日、マザー）
- 黒タイトスカートが似合う働くお姉さんのビッタリ密着した肉感的なお尻に着衣のまんまチ●ポ擦り&ザー汁発射してもう着れないくらい汚しちゃいたい（10月18日、ワープエンタテインメント）他出演:尾上若葉、鶴田かな、長谷川ミク、湊莉久、椿かなり、みなせ優夏、大橋ひとみ
- 「熟女の口はもっと嘘をつく。」 熟雌女anthology #098（10月18日、アウダースジャパン）
- Madonna×E-BODY×kira☆kira×kawaii*×ATTACKERS 5メーカーコラボ作品第4弾! 秘湯 淫華温泉 〜乱交の湯に濡れる母〜（10月25日、マドンナ）共演:愛田奈々、澤村レイコ、翔田千里
- 「出張マッサージ師になりすまして人妻の股間に勃起チ○ポを擦りつけて火がついたら終了!ヤらないで帰ろうとしたら『延長してもいいですか?』」 VOL.1（11月21日、DANDY）他出演:天野みほ、楓乃々花、芹沢さくら
- 催眠 赤 DX 58 ドキュメント編（11月22日、アウダースジャパン）
- 催眠 赤 DX 58 スーパーmc編（11月22日、アウダースジャパン）
- 催眠 赤 DX 58 スーパーコンプリート編（11月22日、アウダースジャパン）
- 生真面目奥さんは隠れ巨乳 4（12月15日、マザー）
- 中出しお義母さんが教えてあげる 膣から溢れる息子の白濁スペルマ（12月25日、ビッグモーカル）他出演:小早川怜子、黒沢那智
- 乳妻 生中出し 90cm Gカップ（12月26日、ゲインコーポレーション）

2014年
- Gカップ 90cm マゾ乳 生中出し（1月25日、ゲインコーポレーション）
- bijin-majo 07 ちひろ(42)（1月25日、美人魔女）
- 部下に寝取られた上司の妻 2（2月8日、LEO）共演:羽月希
- ROOKIE×E-BODY×kira☆kira×kawaii*×Madonna×ATTACKERS 6メーカーコラボ作品 第6弾! 秘湯 淫華温泉 【完全版+α】 豪華!!人気女優総勢18名×28P淫乱大乱交SP!!（2月19日、ROOKIE）共演:翔田千里、椎名まりな、澤村レイコ、愛田奈々、葵こはる、木村つな、愛須心亜、尾上若葉、安土結、さくら悠、芹沢つむぎ、北乃ちか、友田彩也香、桜井あゆ、神川ひな、西條るり、小早川怜子
- 素人さんいらっしゃい! AV女優秋野千尋と混浴露天温泉でHなことしませんか?（2月20日、グローリークエスト）
- エッチで巨乳すぎる僕のお母さん（2月20日、スターパラダイス）
- 中出し近親相姦 お義父様やめて下さい 義理の父に中出しされる息子の嫁 第参章（2月25日、ビッグモーカル）他出演:小早川怜子、黒沢那智
- いいなり性玩具 －幼少期から私の事が好きだったキモ男が暴走し始めました－（3月14日、なでしこ）
- 美熟女巨乳奥様×エロガキ（3月19日、エマニエル）
- 自画撮りぐちょぐちょ指オナニー（3月20日、グローリークエスト）他出演:波多野結衣、白鳥寿美礼、松坂華苗、永野愛実、夏川みなみ、翔田千里、峰岸ふじこ、小糸叶芽、内田彩乃、森下麻子、西山あかり、宮崎良美、中島美和、加納綾子
- 熟れ尻妻たちの宅配男狩り（4月4日、クリスタル映像）
- 催眠研究室 SP 6（4月18日、催眠研究所）他出演:あいかわ優衣、Maika、南梨央奈
- 丸ごと! 秋野千尋 完全攻略4枚組16時間（5月7日、マドンナ）※総集編
- 淫語スイートルーム（6月1日、Doスケベ）
- 美熟女たちのセックス集 2 むっちり巨乳編（6月13日、LEO）他出演:三浦恵理子
- 俺、専用（6月19日、ドグマ）
- イケナイ千尋先生のムッチムチ肉感授業（10月1日、Fitch）
- 巨乳なお義母さんと中出し交尾（11月20日、スターパラダイス）他出演:冬木舞
- 糞を出す!!（11月25日、オペラ）
- 近親相姦中出しソープ 初めての熟女風俗、指名したら母ちゃんだった（12月13日、ヴィーナス）

2015年
- フェティッシュ 性癖に身悶える熟れた女たち（1月1日、FAプロ）他出演:小宮山えみ
- 千尋ママとのやらしい生活（1月13日、ヴィーナス）
- Best of 秋野千尋（3月6日、アウダースジャパン）※総集編
- 夫の目の前で寝取られて…（3月25日、スターパラダイス）他出演:北川エリカ
- 糞・拷問（3月25日、オペラ）

## 写真集
- 夢芝居（2012年1月11日、撮影:浜田一喜、双葉社）ISBN 978-4575303803

## インターネット
- スパローズのギリギリアウツ!? #92（2014年1月30日、ニコジョッキー/ニコニコ生放送）